# Chela cachius
Chela cachius е вид лъчеперка от семейство Шаранови (Cyprinidae). Видът не е застрашен от изчезване.

## Разпространение и местообитание
Разпространен е в Бангладеш, Индия и Пакистан.
Обитава сладководни и полусолени басейни, реки и потоци.

## Описание
На дължина достигат до 6 cm.